# 北極のナヌー
『北極のナヌー』（ほっきょくのナヌー、Arctic Tale）は、2007年に公開されたドキュメンタリー映画。シロクマの子ども「ナヌー」とセイウチの子ども「シーラ」を物語の中心に据えて、地球温暖化を問いかける。『皇帝ペンギン』の北米スタッフが北極で10年の歳月をかけて撮影を行った。製作にはナショナルジオグラフィック協会も携わっている。

## スタッフ
- 監督・撮影 - アダム・ラヴェッチ、サラ・ロバートソン
- 製作 - キーナン・スマート、アダム・リープツィグ
- 脚本 - リンダ・ウールヴァートン、モース・リチャード、クリスティン・ゴア
- ナレーション - クィーン・ラティファ

### 日本語版
- ナレーション - 稲垣吾郎
- ディレクター - 多部博之
- 翻訳 - 瀬尾友子
- 主題歌 『奇跡の星』（作曲：吉田ゐさお、歌：手嶌葵）

## 関連書籍
- 『北極のナヌー』 リンダ・ウルバートン・編著、藤井留美・訳 ISBN 9784863130081